# 수천

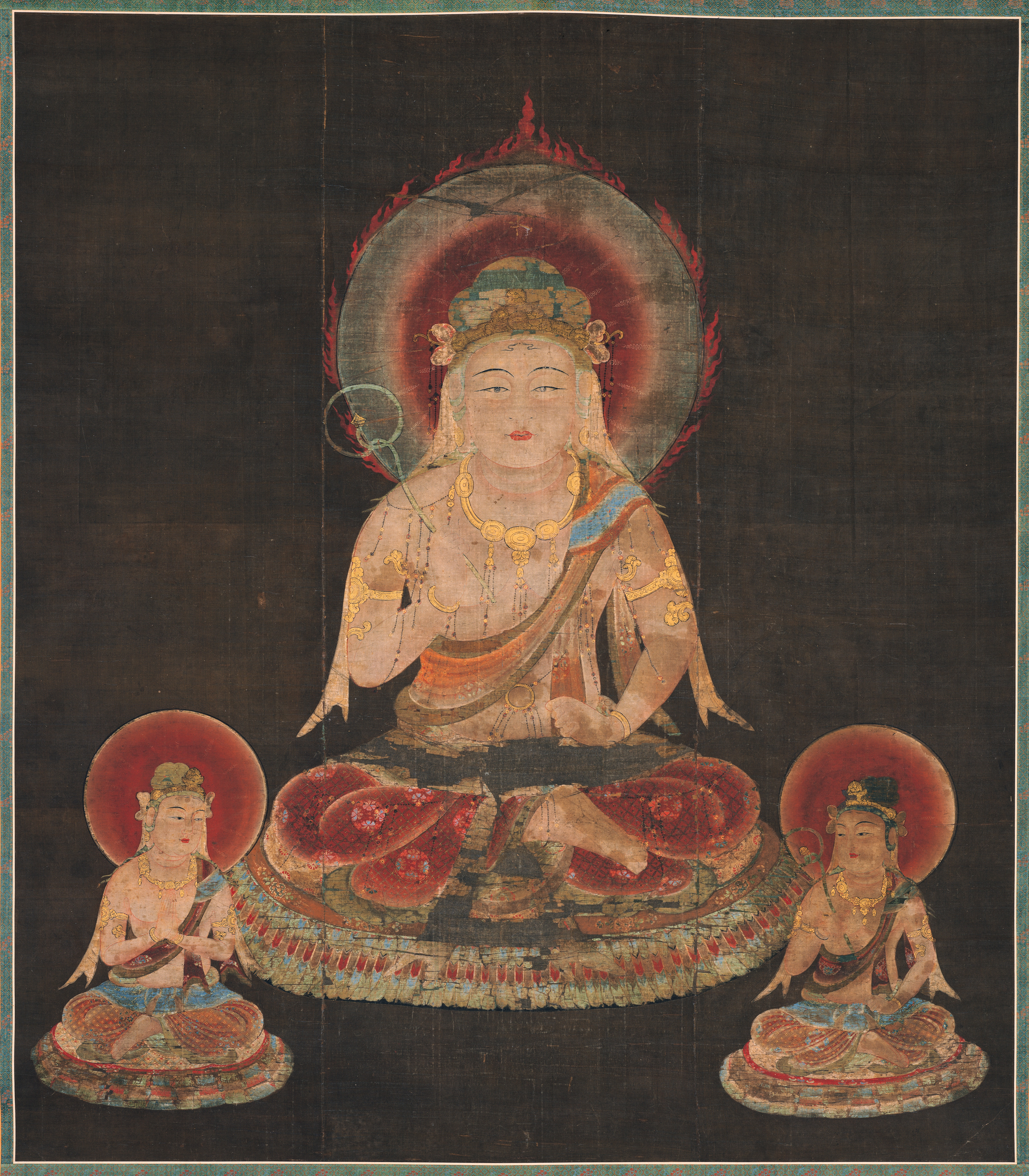
1127년 일본 헤이안시대 수천 그림. 비단에 채색. 일본 교토국립박물관 소장

수천(水天, 산스크리트어: वरुण 바루나)은 불교의 수호신인 천부 중 하나이다. 고대 인도의 신 바루나가 불교에 편입된 것으로서 십이천에 포함된다.